# Experiment d'Ives-Stilwell

Figura 1. Experiment d'Ives-Stilwell (1938). Els " raigs de canal" (una barreja principalment d'ions _{H2}^{+} i _{H3}^{+}) es van accelerar a través de plaques perforades carregades de 6.788 a 18.350 volts. El feix i la seva imatge reflectida es van observar simultàniament amb l'ajuda d'un mirall còncau desplaçat 7° respecte al feix.

En física, l'experiment d'Ives-Stilwell va provar la contribució de la dilatació relativista del temps al desplaçament Doppler de la llum. El resultat estava d'acord amb la fórmula de l'efecte Doppler transversal i va ser la primera confirmació directa i quantitativa del factor de dilatació del temps. Des de llavors, s'han dut a terme molts experiments tipus Ives-Stilwell amb una precisió creixent. Juntament amb els experiments de Michelson-Morley i Kennedy-Thorndike, forma una de les proves fonamentals de la teoria de la relativitat especial. Altres proves que confirmen l'efecte Doppler relativista són l'experiment del rotor de Mössbauer i els experiments moderns d'Ives-Stilwell.

Figura 2. L'element dispersant de l'espectrògraf era una xarxa de difracció flamejada per maximitzar la quantitat de llum total llançada al primer ordre. Una lent de telescopi d'alta qualitat amb una distància focal d'un metre i mig colimava la llum de la ranura en un feix paral·lel sobre la reixeta, i la llum difractada es enfocava amb una lent similar sobre una placa fotogràfica. Tot l'aparell es va muntar sobre una plataforma estable i es va conduir en una habitació a temperatura constant regulada a 0,1 °C.

Tant la dilatació del temps com l'efecte Doppler relativista van ser predits per Albert Einstein en el seu article seminal de 1905. Posteriorment (1907), Einstein va suggerir un experiment basat en la mesura de les freqüències relatives de la llum percebuda com a procedent de " raigs de canal" (feixos d'ions positius creats per certs tipus de tubs de descàrrega de gas) en moviment respecte a l'observador, i va calcular el desplaçament Doppler addicional a causa de la dilatació del temps. Aquest efecte es va anomenar més tard "efecte Doppler transversal" (TDE), ja que inicialment es va imaginar que aquests experiments es realitzaven en angle recte respecte a la font en moviment, per tal d'evitar la influència del desplaçament Doppler longitudinal. Finalment, Herbert E. Ives i GR Stilwell (referint-se a la dilatació del temps com una conseqüència de la teoria de Lorentz i Larmor) van abandonar la idea de mesurar aquest efecte en angle recte. Van utilitzar raigs en direcció longitudinal i van trobar una manera de separar l'efecte Doppler longitudinal, molt més petit, de l'efecte Doppler longitudinal, molt més gran. L'experiment es va dur a terme el 1938 i es va repetir diverses vegades. Experiments similars es van dur a terme diverses vegades amb una precisió augmentada, per exemple, per Otting (1939), Mandelberg et al. (1962), Hasselkamp et al. (1979), i Botermann et al.

## Experiments amb "raigs de canal"

### Reptes experimentals
Els intents inicials de mesurar l'efecte Doppler transversal de segon ordre en els raigs del canal van fracassar completament. Per exemple, les mesures de Stark de 1906 van mostrar errors sistemàtics deu vegades superiors a l'efecte previst. La velocitat màxima assolible en els primers tubs de descàrrega de gas era d'uns 0.005 c, cosa que implicava un desplaçament Doppler transversal de només uns 1,25 × 10⁻⁵. La petita TDE assolible era considerablement menor que l'amplada de les línies d'emissió, que eren relativament difuses a causa de l'eixamplament de la línia Doppler resultant de la no uniformitat de les velocitats dels ions.
A la dècada del 1930, les millores en els tubs de raigs de canal van permetre un afilat considerable de les línies d'emissió. Fins i tot amb aquestes millores, però, dur a terme l'experiment tal com s'imagina habitualment (amb l'observació feta en angle recte amb el feix) seria extremadament difícil, ja que petits errors en l'angle d'observació provocarien desplaçaments lineals de magnitud comparable a la magnitud de l'efecte previst.

Figura 3. Per què és difícil mesurar amb precisió l'efecte Doppler transversal utilitzant un feix transversal. La il·lustració mostra els resultats d'intentar mesurar la línia de 4861 ångström emesa per un feix de "raigs de canal" a mesura que es recombinen amb electrons extrets del gas hidrogen diluït utilitzat per omplir el tub de raigs del canal. Amb v = 0,005 c, el resultat previst de la TDE seria una línia de 4861,06 ångström. A l'esquerra, el desplaçament Doppler convencional provoca un eixamplament de la línia d'emissió fins al punt que no es pot observar el TDE. Al mig, veiem que, fins i tot si s'estreny la vista al centre exacte del feix, desviacions molt petites del feix des d'un angle exacte introdueixen canvis comparables a l'efecte previst. Ives i Stilwell van utilitzar un mirall còncau que els permetia observar simultàniament un feix directe gairebé longitudinal (blau) i la seva imatge reflectida (vermell). Espectroscòpicament, s'observarien tres línies: una línia d'emissió no desplaçada i línies desplaçades cap al blau i cap al vermell. La mitjana de les línies desplaçades cap al vermell i cap al blau es va comparar amb la línia no desplaçada.

Per evitar els problemes associats amb l'observació del feix en angle recte, Ives i Stilwell van utilitzar un petit mirall dins del tub de raigs canal (vegeu Fig. 1 i Fig. 3 ) per observar el feix simultàniament en dues direccions, tant en direcció contrària com en direcció contrària als moviments de les partícules. L'ETD es manifestaria com un desplaçament del centre de gravetat de les línies espectrals desplaçades simultàniament cap al vermell i el blau.

## Teoria
El 1937, Ives va realitzar una anàlisi detallada dels desplaçaments espectrals esperables dels feixos de partícules observats a diferents angles seguint una "teoria de prova" que era coherent amb l'experiment de Michelson-Morley (MMX) i l'experiment de Kennedy-Thorndike (KTX), però que diferia de la relativitat especial (i la teoria matemàticament equivalent de Lorentz i Lamor) en incloure un paràmetre {\displaystyle n} el valor del qual no es pot determinar només amb MMX i KTX. Diversos valors de {\displaystyle n} correspondria a diverses combinacions de contracció de longitud, expansió d'amplada i dilatació del temps, on {\displaystyle n=1} seria el valor predit per la relativitat especial. Ives va proposar l'experiment òptic descrit en aquest article per determinar el valor precís de {\displaystyle n.}
No presentarem l'anàlisi d'Ives de 1937, sinó que compararem les prediccions de la relativitat especial amb les prediccions de la teoria de l'èter "clàssica" amb l'aparell estacionari en l'èter hipotètic, tot i que l'èter clàssic ja havia estat descartat feia temps per MMX i KTX.

#### Anàlisi clàssica
En l'efecte Doppler clàssic, la longitud d'ona de la llum observada per un observador estacionari és la de la llum emesa per una font que es mou a la velocitat {\displaystyle v} allunyat o a prop de l'observador ve donat per
{\displaystyle \lambda _{obs}=\lambda \cdot (1\pm \beta )} on {\displaystyle \beta =v/c}
El signe superior s'utilitza si la font s'allunya, i el signe inferior si s'acosta a l'observador.
- Notem que la magnitud del desplaçament de longitud d'ona per a la font que s'allunya de l'observador és exactament igual a la magnitud del desplaçament de longitud d'ona per a la font que s'acosta a l'observador.
- La mitjana de les longituds d'ona observades per a una font que s'allunya de l'observador i la font que s'acosta a l'observador a la mateixa velocitat és exactament igual a la longitud d'ona de la font.[18]

#### Anàlisi relativista
En l'efecte Doppler longitudinal relativista, la longitud d'ona observada amb la font i l'observador allunyant-se l'un de l'altre a la velocitat {\displaystyle v} ve donat per
{\displaystyle \lambda _{obs}=\lambda \cdot {\frac {\sqrt {1+\beta }}{\sqrt {1-\beta }}}\,\,} on {\displaystyle \beta =v/c}
Els signes s'invertiran amb la font i l'observador movent-se l'un cap a l'altre. En l'experiment d'Ives i Stilwell, la vista directa del feix de partícules es desplaçarà cap al blau, mentre que la vista reflectida del feix de partícules es desplaçarà cap al vermell.
Els primers termes de l'expansió en sèrie de Taylor per a la vista directa del feix de partícules vénen donats per
{\displaystyle \lambda _{obs}=\lambda \cdot \left(1-\beta +{\frac {\beta ^{2}}{2}}-{\frac {\beta ^{3}}{2}}+{\frac {3\beta ^{4}}{8}}\ldots \right)}
mentre que els primers termes de l'expansió en sèrie de Taylor per a la vista reflectida del feix de partícules vénen donats per
{\displaystyle \lambda _{obs}=\lambda \cdot \left(1+\beta +{\frac {\beta ^{2}}{2}}+{\frac {\beta ^{3}}{2}}+{\frac {3\beta ^{4}}{8}}\ldots \right)}
Els termes de potència parells tenen el mateix signe per a ambdues vistes, cosa que significa que tant els raigs directes com els reflectits mostraran un augment de la longitud d'ona respecte al que prediu l'anàlisi Doppler clàssica.
La mitjana de les longituds d'ona directa i reflectida ve donada per
{\displaystyle \lambda _{avg}=\lambda \cdot \left(1+{\frac {\beta ^{2}}{2}}+{\frac {3\beta ^{4}}{8}}\ldots \right)=} {\displaystyle {\frac {\lambda }{\sqrt {1-\beta ^{2}}}}=\gamma \cdot \lambda }
on {\displaystyle \gamma } és el factor de Lorentz. Per tant, la relativitat especial prediu que el centre de gravetat de les línies d'emissió desplaçades per Doppler emeses per una font que es mou cap a un observador i la seva imatge reflectida que s'allunya de l'observador es desplaçaran de les línies d'emissió no desplaçades en una quantitat igual a l'efecte Doppler transversal.

### L'experiment de 1938

Figura 4. Línia de Balmer desplaçada per Doppler de l'experiment d'Ives-Stilwell

En l'experiment, Ives i Stilwell van utilitzar tubs de descàrrega d'hidrogen com a font de raigs de canal, que consistien principalment en ions H2 + i H3 + positius. (Els ions H + lliures eren presents en una quantitat massa petita per ser utilitzables, ja que es combinaven ràpidament amb molècules d' H2 per formar ions H3 +.) Aquests ions, després de ser accelerats a alta velocitat al tub de raigs del canal, interactuarien amb molècules del gas de farciment (que de vegades incloïa altres gasos a més de l' H2 ) per alliberar àtoms d'hidrogen atòmic excitats, les velocitats dels quals estaven determinades per les relacions càrrega-massa dels ions H2 + i H3 + originals. Els àtoms d'hidrogen atòmic excitats emetien línies d'emissió brillants. Per al seu article, Ives i Stilwell es van centrar en el blau verdós 4861 Å {\displaystyle H_{\beta }} línia de la sèrie Balmer. Fig. 4 mostra un exemple dels resultats que van obtenir, amb una línia d'emissió no desplaçada al centre i línies d'hidrogen atòmic desplaçat per Doppler alliberat per ions H2 + i H3 + a tres voltatges diferents a banda i banda de la línia central. Les velocitats de les partícules, mesurades pels desplaçaments Doppler de primer ordre, es van situar constantment dins de l'1% dels valors calculats per la relació teòrica {\displaystyle eE=M(v^{2}/c^{2})/2,} on e és la càrrega de l'àtom d'hidrogen, E és el voltatge entre les plaques d'elèctrode i M és la massa de la partícula observada.
L'asimetria de les línies desplaçades per Doppler respecte a la línia d'emissió central no desplaçada no és evident a simple vista, però requereix una precisió extrema de mesurament amb una atenció acurada a les fonts d'error sistemàtic. En la seva disposició òptica, il·lustrada a Fig. 2, el desplaçament de primer ordre (Doppler clàssic) de les emissions dels ions H2 + a 20.000 volts era d'uns 2 mm. El desplaçament esperat de segon ordre del centre de gravetat de les vistes directa i reflectida de les emissions era només d'uns 0.005 mm, cosa que corresponia a 0.05 Å, cosa que requeria precisions de mesura de diverses dècimes de micra.

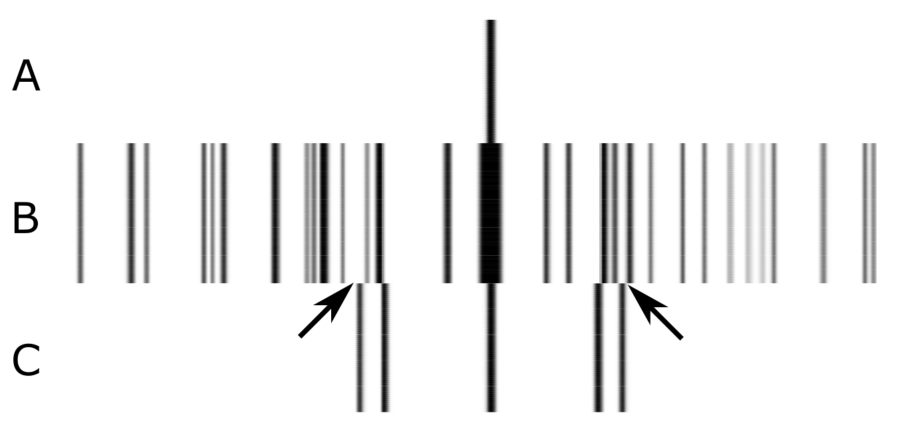
Figura 5. Línies d'emissió d' H _{β} i línies d'absorció molecular d'H _{2} a l'experiment d'Ives-Stilwell

Les mesures inicials dels desplaçaments van ser molt erràtiques. Es va descobrir que l'origen dels errors no sistemàtics en la mesura del centre de gravetat de les línies desplaçades era degut al complex espectre d'absorció molecular del gas de farciment. Una línia d'emissió, que passés adjacent a una línia d'absorció molecular del gas de farciment, seria absorbida diferencialment a un costat o a l'altre del seu centre nominal, i la mesura de la seva longitud d'ona es veuria pertorbada. Fig. 5 il·lustra el problema. Fig. 5A il·lustra un no desplaçat {\displaystyle H_{\beta }} línia d'emissió. Fig. 5B il·lustra l'espectre d'absorció molecular del gas d'ompliment, obtingut fotografiant l'espectre de l'arc darrere de l'elèctrode del tub de raigs del canal (vegeu Fig. 1 ). Fig. 5C il·lustra un no desplaçat {\displaystyle H_{\beta }} línia d'emissió envoltada per desplaçades {\displaystyle H_{\beta }} línies d'emissió de H2 + i H3 +. Al voltatge particular escollit, les línies de H2 + no es veuen afectades per les línies d'absorció molecular (vegeu les fletxes), però les línies de H3+ no.

Figura 6. Desplaçaments de segon ordre calculats i observats representats gràficament enfront dels desplaçaments Doppler de primer ordre

Com a resultat d'aquest problema, el nombre de voltatges disponibles que produïen línies directes i reflectides en espais clars era relativament limitat.
Ives i Stilwell van comparar els seus resultats amb l'expectativa teòrica utilitzant diversos enfocaments. Fig. 6 compara els desplaçaments del centre de gravetat teòrics i els mesurats. {\displaystyle \Delta \lambda _{2}} representat gràficament contra els desplaçaments Doppler de primer ordre de les línies d'emissió {\displaystyle \Delta \lambda _{1}.} L'avantatge d'aquest mètode respecte a l'altre mètode presentat en el seu article (representar gràficament els desplaçaments del centre de gravetat contra la velocitat calculada, basada en el voltatge) és que era independent de qualsevol error de mesura del voltatge i no requeria cap suposició sobre la relació voltatge-velocitat.
En termes de la teoria de la prova d'Ives de 1937, l'estreta concordança entre els desplaçaments observats del centre de gravetat i el suport de l'expectativa teòrica {\displaystyle n=1,} que correspon a la contracció de longitud pel factor de Lorentz {\displaystyle \lambda } en la direcció del moviment, no hi ha canvis de longitud en angle recte respecte al moviment i la dilatació del temps es produeix pel factor de Lorentz. Per tant, els resultats van validar una predicció clau de la teoria de la relativitat, tot i que cal destacar que el mateix Ives preferia interpretar els resultats en termes de la teoria obsolescent de Lorentz i Lamor.

### L'experiment de 1941
A l'experiment de 1938, el TDE màxim es va limitar a 0,047 Å. La principal dificultat que van trobar Ives i Stilwell en els intents d'aconseguir canvis més grans va ser que quan elevaven el potencial elèctric entre els elèctrodes acceleradors per sobre dels 20.000 volts, es produïen avaria i espurnes que podien conduir a la destrucció del tub.
Aquesta dificultat es va superar mitjançant l'ús de múltiples elèctrodes. Utilitzant una versió de quatre elèctrodes del tub de raigs canalitzats amb tres buits, es va poder aconseguir una diferència de potencial total de 43.000 volts. Es va utilitzar una caiguda de tensió de 5.000 volts a través del primer buit, mentre que la caiguda de tensió restant es va distribuir entre el segon i el tercer buit. Amb aquest tub, un desplaçament màxim de 0,11 Es va aconseguir Å per als ions H2+.
També es van millorar altres aspectes de l'experiment. Proves acurades van mostrar que les partícules "no desplaçades" que donaven lloc a la línia central en realitat adquirien una petita velocitat impartida en la mateixa direcció de moviment que les partícules en moviment (no més d'uns 750 metres per segon). En circumstàncies normals, això no tindria cap conseqüència, ja que aquest efecte només provocaria un lleuger eixamplament aparent de les imatges directes i reflectides de la línia central. Però si el mirall estigués entelat, es podria esperar que la línia central es desplacés lleugerament, ja que la vista reflectida desplaçada cap al vermell de la línia d'emissió contribuiria menys a la longitud d'ona mesurada que la vista directa desplaçada cap al blau. Es van realitzar altres controls per abordar diverses objeccions dels crítics de l'experiment original.
El resultat net de tota aquesta atenció al detall va ser la verificació completa dels resultats d'Ives i Stilwell de 1938 i l'extensió d'aquests resultats a velocitats més altes.

## Experiments amb rotor Mössbauer

L'experiment de Kündig (1963). Es va muntar un absorbidor Mössbauer de ^{57} Fe 9.3 cm de l'eix del rotor d'una ultracentrífuga. Una font ^{de 57} Co es va muntar en un transductor piezoelèctric (PZT) al centre del rotor. Girar el rotor va fer que la font i l'absorbidor perdessin la ressonància. Un voltatge modulat aplicat al transductor establia la font en moviment radial respecte a l'absorbidor, de manera que es podia mesurar la quantitat de desplaçament Doppler convencional que restauraria la ressonància. Per exemple, retirant la font a 195 μm /s va produir un desplaçament Doppler convencional equivalent al TDE resultant de girar l'absorbidor a 35.000 rpm.

### Efecte Doppler relativista
Una confirmació més precisa de l'efecte Doppler relativista es va aconseguir mitjançant els experiments del rotor Mössbauer. Des d'una font al mig d'un disc giratori, els raigs gamma s'envien a un absorbidor a la vora (en algunes variacions aquest esquema s'invertia), i es col·locava un comptador estacionari més enllà de l'absorbidor. Segons la relativitat, la freqüència d'absorció de ressonància característica de l'absorbidor en moviment a la vora hauria de disminuir a causa de la dilatació del temps, de manera que la transmissió de raigs gamma a través de l'absorbidor augmenta, cosa que es mesura posteriorment pel comptador estacionari més enllà de l'absorbidor. Aquest efecte es va observar realment mitjançant l'efecte Mössbauer. La desviació màxima de la dilatació del temps va ser de 10⁻⁵, per tant la precisió va ser molt més alta que la ( 10⁻² ) dels experiments d'Ives-Stilwell. Aquests experiments van ser realitzats per Hay et al. (1960), Champeney et al. (1963, 1965), i Kündig (1963).

### Isotropia de la velocitat de la llum
Els experiments amb el rotor de Mössbauer també es van utilitzar per mesurar una possible anisotropia de la velocitat de la llum. És a dir, un possible vent d'èter hauria d'exercir una influència pertorbadora sobre la freqüència d'absorció. Tanmateix, com en tots els altres experiments de deriva de l'èter (experiment de Michelson-Morley), el resultat va ser negatiu, cosa que va posar un límit superior a la deriva de l'èter de 2,0. cm/s Experiments d'aquest tipus van ser realitzats per Champeney i Moon (1961), Champeney et al. (1963), Turner i Hill (1964), i Preikschat supervisats per Isaak (1968).

## Experiments moderns

### Rellotges de moviment ràpid
S'ha aconseguit una precisió considerablement més alta en variacions modernes dels experiments d'Ives-Stilwell. En anells d'emmagatzematge d'ions pesants, com el TSR del MPIK o l'ESR del GSI Helmholtz Centre for Heavy Ion Research, el desplaçament Doppler dels ions de liti que viatgen a alta velocitat s'avalua mitjançant espectroscòpia saturada o ressonància doble òptica-òptica.

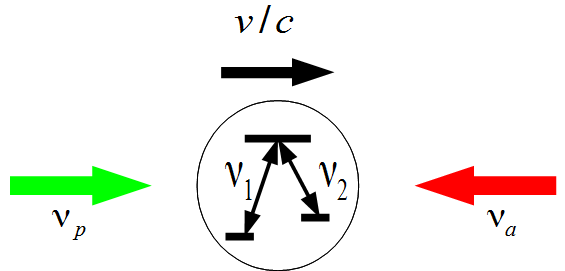
Vista esquemàtica d'una espectroscòpia de doble ressonància òptica amb les freqüències de transició i d'un ió en moviment i feixos làser que es propaguen en sentit contrari amb les freqüències i.

A causa de les seves freqüències emeses, aquests ions es poden considerar com a rellotges atòmics òptics d'alta precisió. Utilitzant el marc de Mansouri-Sexl es pot quantificar una possible desviació de la relativitat especial mitjançant

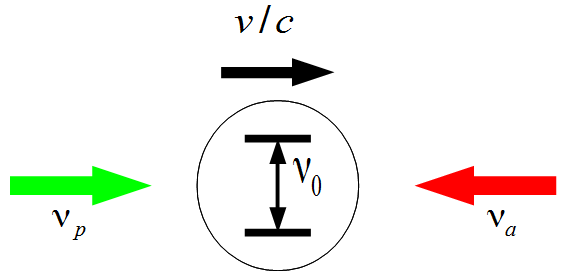
Vista esquemàtica de l'espectroscòpia de saturació amb les freqüències de transició d'un ió en moviment i feixos làser que es propaguen en sentit contrari amb les freqüències i.

{\displaystyle {\frac {\nu _{a}\nu _{p}}{\nu _{1}\nu _{2}}}=1+2{\hat {\alpha }}\beta ^{2},}
amb {\displaystyle \nu _{a}} com a freqüència del feix làser que es propaga en antiparal·lel al feix d'ions i {\displaystyle \nu _{p}} com a freqüència del feix làser que es propaga paral·lelament al feix d'ions. {\displaystyle \nu _{1}} i {\displaystyle \nu _{2}} són les freqüències de transició de les transicions en repòs. {\displaystyle \beta =v/c} amb {\displaystyle v} com a velocitat dels ions i {\displaystyle c} com la velocitat de la llum. En el cas de l'espectroscòpia de saturació, la fórmula canvia a
{\displaystyle {\frac {\nu _{a}\nu _{p}}{\nu _{0}^{2}}}=1+2{\hat {\alpha }}\beta ^{2},}
amb {\displaystyle \nu _{0}} com la freqüència de transició en repòs. En el cas que la relativitat especial sigui vàlida {\displaystyle {\hat {\alpha }}} és igual a zero.